# Milan Zimnýkoval
Milan Zimnýkoval (přezdívaný Junior) (* 31. ledna 1978 Snina) je slovenský televizní a rozhlasový moderátor. Je synem vojáka a učitelky na základní škole. Deset let tančil ve folklorním souboru Zemplín v Michalovcích. V červnu 2012 se oženil s televizní produkční Antóniou Gondovou, která po svatbě přijala příjmení Zimnýkoval. Žijí spolu v Bratislavě a vychovávají dceru Alexandru.

## Studium
Po maturitě na Gymnáziu Pavla Horova v Michalovcích začal studovat na Filozofické fakultě Prešovské univerzity, obor dějepis a angličtina.

## Kariéra
Do povědomí lidí se dostal především jako rádiový spíkr. V rádiích pracuje od roku 1997, kdy začínal v internátním rozhlasovém studiu PaF (1997–2003), pokračoval v prešovském rádiu Flash (1998–2004) a od roku 2004 působí jako moderátor Fun radia. Největší přízeň posluchačů si získal v moderátorském týmu s Marcelem Forgačem, jako jeden z dvojice Junior a Marcel. V roce 2009 společně začali moderovat odpolední show v rádiu. V roce 2013 se přesunuli do ranního vysílání. Dvojice si svým vtipem, smyslem pro improvizaci a pohotovostí zajistila přízeň fanoušků i za hranicemi Slovenska. V roce 2013 nahradili Olivera Andrássyho a Elenu Vacvalovou v televizním pořadu Nikto nie je dokonalý. Společně moderovali také další dva ročníky úspěšné talentové show Česko Slovensko má talent, vysílané současně televizní stanicemi Prima Live a TV JOJ.
V televizi se poprvé objevil v roli moderátora zábavně-společenského magazínu No Problem, vysílaného ve veřejnoprávní televizi a v roce 2001 oceněného cenou Prix Danube. Jako moderátor se podílel na úspěchu několika divácky oblíbených formátů, spolu s Lindou Wagnerovou moderovali Teleráno vysílané na TV Markíza. Po boku herečky a moderátorky Kristíny Farkašové moderoval pořad Legendy popu, který Slovenská televize vysílala v letech 2011–2013. V průběhu let několikrát moderoval Miss Universe Slovenska a předávání cen Športovec roka. Účinkoval v pořadu Čo ja viem a Pomaly ďalej zájdeš. Již několik let je moderátorskou hvězdou televize JOJ. Kromě zmíněné talentové show a zábavné show Nikto nie je dokonalý se dobré sledovanosti těší i rodinný kuchařský formát Moja mama varí lepšie ako tvoja (odvysílaných již bylo více než 500 epizod). Začátkem června 2017 začal natáčet svůj druhý vlastní soutěžně-zábavný pořad Heslo (TV JOJ) a výpravnou seznamovací show Take me out (TV JOJ a TV PRIMA), kde tentokrát vytvořil moderátorský tandem s Jakubem Prachařem. Za svou práci byl několikrát nominován na cenu OTO v kategorii Moderátor/ka TV programů a Telkáč roka. Zajímavé je, že se objevil v pěti formátech společnosti Fremantle (Česko Slovensko Má Talent, Take Me Out, Moja mama varí lepšie ako tvoja, Heslo a Zlatá maska).

## Účinkování v televizních pořadech
- 2020 Zlatá maska (host)
- 2017 Zem spieva (host)
- 2017 Moja mama varí lepšie ako tvoja (moderátor)
- 2017 Nikto nie je dokonalý (moderátor)
- 2017 Take me out (moderátor)
- 2017 Heslo (moderátor)
- 2017 Všetko, čo mám rád (host)
- 2016 Česko Slovensko má talent (moderátor)
- 2016 Športovec roka 2016 (moderátor)
- 2016 Uhádni môj vek (host)
- 2016 Neskoro večer (host)
- 2016 90-60-90 program výročia RTVS (host)
- 2015 Česko Slovensko má talent (moderátor)
- 2015 Moja mama varí lepšie ako tvoja (moderátor)
- 2015 Pomaly ďalej zájdeš (host)
- 2014 Čo ja viem (host)
- 2014 Daj si čas (moderátor)
- 2014 Športovec roka (moderátor)
- 2014 Úsmev ako dar 2014 (moderátor)
- 2014 15 minútový kuchár a hostia (host)
- 2013 Nikto nie je dokonalý (moderátor)
- 2013 Galavečer Miss Universe (moderátor)
- 2012 Galavečer Miss Universe (moderátor)
- 2012 Hotel Paradise – Noc v raji (moderátor)
- 2011 Legendy popu (moderátor)
- 2009 Bez servítky (host)
- 2006 Chart One (moderátor)